# UC-1
UC-1 was een geallieerd scheepskonvooi tijdens de Tweede Wereldoorlog. Het konvooi bestond uit 33 schepen van verschillende nationaliteiten. Het konvooi werd voor het eerst waargenomen op 22 februari 1943 door de U-522. De daaropvolgende konvooislag duurde van 22 tot 25 februari 1943 waarvan 11 Duitse onderzeeërs van de Wolfpack-Gruppe Rochen eraan deelnamen. 
De Britse Escortegroep 44 met Cdr. Durnford-Slater als konvooibevelhebber, bestond uit de sloepen HMS Weston, HMS Folkestone, HMS Gorleston en HMS Totland en de fregatten HMS Exe en HMS Ness. 
Een deelnemende Amerikaanse ondersteuningsgroep bestond uit vier torpedojagers USS Charles F. Hughes (DD-428), USS Hilary P. Jones (DD-427), USS Madison (DD-425) en USS Landsdowne (DD-486). Alle begeleidden ze konvooi UC-1, dat samengesteld werd vanuit Wales, Schotland en Engeland en vertrok naar Curaçao.

## De konvooislag

### 23 februari
Op het waargenomen rapport van de U-522, werden Gruppe Rochen en de erbij gekomen U-382 en U-569 opgesteld in slagordelinie. De slag begon in de mid-Atlantische Oceaan, ten zuidwesten van Madeira, Portugal in positie 31°27' Noord en 26°22' West.
De U-522 lanceerde aanvallen in de ochtend van de 23ste februari en bracht één tanker tot zinken. De U-522 van kptl. Herbert Schneider werd nochtans zelf tot zinken gebracht door een tegenaanval van HMS Totland. In de avond beschadigde de U-382 één schip en de U-202 bracht eveneens één schip tot zinken en beschadigde twee schepen in dezelfde nacht. De U-558 zonk een van de schepen die voordien door de U-202 werden beschadigd. De U-504 en U-569 lanceerden beiden torpedo-aanvallen naar konvooi UC-1 maar zonder enig succes.

### 24 februari
In volgende nacht van 24 februari voerden de U-66 en U-521 beiden aanvallen uit, maar ook zonder succes. De U-66 en U-107 brachten elk één onafhankelijk varend vrachtschip naar de oceaanbodem.
In deze aanvallen, werden akoestische torpedo’s van het type T-4 Falke voor het eerst uitgeprobeerd. Het bleek efficiënt, maar slechts tegenover langzamere en grote doelen. Het was niet dé "Zerstörerknacker" waar de U-boten op wachtten.
De aanhoudende verliezen in dit konvooi, maakten dat de Amerikanen een beslissing namen om de controle en de escorte van deze zogenaamde "Greyhound"-konvooien over te nemen. Dit waren de speciale noodsituatie-tanker-konvooien die rechtstreeks van de Caraïben naar Engeland opstoomden.

## Schepen van konvooi UC-1 die getroffen werden op 23 februari 1943
- U-202  –  Günter Poser  –  British Fortitude (b.)  –  8.482 ton  –  Groot-Brittannië
- U-202  -  Günter Poser  -  Empire Norseman  (b.) – 9.811 ton -  Groot-Brittannië
- U-202  -  Günter Poser  -  Esso Baton Rouge -  7.989 ton  –  Verenigde Staten
- U-202  -  Günter Poser  –  Murena  (b.)  -  8.252 ton  –  Nederland
- U-382  –  Herbert Juli  –  Empire Norseman  (b.) -  9.811 ton  -  Groot-Brittannië
- U-522  –  Herbert Schneider (+)  –  Athelprincess  –  8.882 ton  -  Groot-Brittannië
- U-558  –  Günther Krech  -  Empire Norseman  – 9.811 ton  -  Groot-Brittannië

(b.) = Dit schip werd beschadigd in de aanval
- 3 schepen tot zinken gebracht voor een totaal van 26.682 brt
- 4 schepen beschadigd voor een totaal van 36.356 brt

## Wolfpack Rochen-Gruppe van 8 boten
- U-43 - Oblt. Hans-Joachim Schwantke
- U-66 - Kptlt. Friedrich Markworth*
- U-87 - Kptlt. Joachim Berger
- U-202 - Kptlt. Günter Poser*
- U-218 - Kptlt. Richard Becker
- U-504 - Kptlt. Wilhelm Luis*
- U-521 - Kptlt. Klaus Bargsten*
- U-558 - Kptlt. Günther Krech

Ook: U-382 - Kptlt. Herbert Juli* - U-522 Kptlt. Herbert Schneider*(+) en U-569 Oblt. Hans Johannsen*
(*) = U-boten die vuurden met torpedo's of gebruik maakten van hun dekkanon